# Anders Rydberg (konstnär)

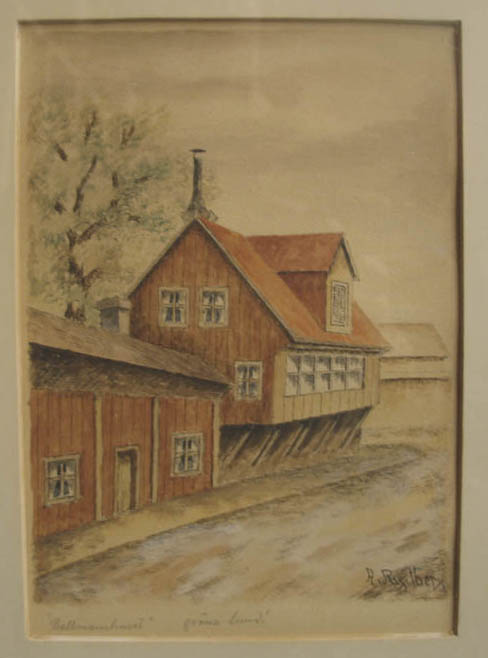
Bellmanshuset, Gröna Lund

Rudolf Fabian Andreas (Anders) Rydberg, född 20 januari 1883 i Arboga, död 19 april 1956 i Sofia församling i Stockholm, var en svensk målare och tecknare.
Han var från 1926 gift med Anna Kristina Karlsson. Rydberg var huvudsakligen självlärd som konstnär och företog i unga år studieresor till Tyskland. Han arbetade främst med tuschteckningar och återgav kulturhistoriska byggnader och miljöer. Hans övriga konst består till mindre del av arbeten i pastell, akvarell eller olja. Rydberg finns representerad vid Uppsala universitetsbibliotek, Nordiska museet, Stockholms stadsmuseum, Norrköpings konstmuseum, Östergötlands museum och Rettigska museet i Gävle. 
Anders Rydberg är begravd på Skogskyrkogården i Stockholm.